# Sid Meier's Starships
Sid Meier's Starships är ett turordningsbaserat strategispel utvecklat av Firaxis Games och utgivet av 2K Games. Spelet släpptes den 12 mars 2015 till Microsoft Windows och iOS, följt av en OS X-version. Spelet är en fristående titel som utspelar sig i samma fiktiva universum som Civilization: Beyond Earth, och spelaren styr en rymdflotta. Spelaren utforskar galaxen, stöter på olika främmande arter och får göra olika militära, diplomatiska och strategiska val. Rymdfarkoster kan också köpas när man uppnått missa mål, och spelet kan även kombineras med Beyond Earth för den som har båda spelen.
Spelet är baserat på Sid Meiers idé att utöka miljön i Beyond Earth, där spelaren leder en mänsklig bosättning på en främmande planet. I detta spel ligger fokus på tillverkningen av rymdfarkoster och rymdstrider.

### Fotnoter
1. ↑  Nunneley Stephany (23 februari 2015). ”Sid Meier’s Starships given a March release date”. VG247. http://www.vg247.com/2015/02/24/sid-meiers-starships-pc-release-date/. Läst 11 maj 2015.
2. 1 2 3  Makuch Eddie (11 maj 2015). ”Firaxis Reveals New Interstellar Strategy Game, Sid Meier's Starships”. Gamespot. http://www.gamespot.com/articles/firaxis-reveals-new-interstellar-strategy-game-sid/1100-6424728/. Läst 11 maj 2015.